# 711e division d'infanterie
La 711e division d'infanterie (en allemand : 711. Infanterie-Division ou 711. ID) est une des divisions d'infanterie de l'armée allemande (Wehrmacht) durant la Seconde Guerre mondiale.

## Création
La 711e division d'infanterie est formée le 1er mai 1941 comme unité « statique » dans le Wehrkreis XI en tant qu'élément de la 15. Welle (15e vague de mobilisation).
Elle est transférée d'abord dans le nord-est de la France dans la région de Rouen, avant d'être redirigée et installée en Normandie au printemps 1944, d'abord comme force d'occupation et de sécurité, puis pour lutter contre les forces alliées à la suite du débarquement de Normandie.
Il lui est reproché des crimes de guerre. Un Hauptfeldwebel du Grenadier-Regiment 744 a tué 8 parachutistes anglais capturés, donc considérés comme prisonniers de guerre durant la nuit du 5 au 6 juin 1944 près de Dives-sur-Mer.[réf. nécessaire]
L'engagement de la 711.ID reste limité durant les mois de juin et de juillet et ce n'est qu'en août, lors du repli vers le nord-est, à travers le Pays d'Auge puis la vallée de la Seine, que la division subit des pertes sévères. Elle fait partie des dernières divisions à retraiter à travers le nord de la France, aux côtés des 245. 331. et 346.ID. Son combat continue ensuite en Belgique début septembre.
Après de lourdes pertes, elle retraite sur les Pays-Bas au sud de Rotterdam pour être restructurée.
Elle est transférée en Hongrie en décembre 1944 pour combattre sur le Front de l'Est pour le restant de la guerre.
Elle se rend en mai 1945 aux forces soviétiques à l'Est de Prague.

## Organisation

### Commandants
| Date                             | Grade           | Commandant                                      |
| -------------------------------- | --------------- | ----------------------------------------------- |
| 28 avril 1941 - 1er avril 1942   | Generalmajor    | Dietrich von Reinersdorff-Paczensky und Tenczin |
| 1er avril 1942 - 15 juillet 1942 | Generalmajor    | Wilhelm Haverkamp                               |
| 15 juillet 1942 - 1er avril 1943 | Generalleutnant | Friedrich-Wilhelm Deutsch                       |
| 1er avril 1943 - 14 avril 1945   | Generalleutnant | Josef Reichert                                  |
| ? avril 1945 - ? avril 1945      | Oberst          | von Watzdorf                                    |
| ? avril 1945 - ? avril 1945      | Oberst          | Jobst von Bosse                                 |

## Théâtres d'opérations
- Allemagne : Mai 1941 - Août 1941
- France : Août 1941 - Septembre 1941
- Pays-Bas : Septembre 1941 - Décembre 1944
- France, Hongrie et Tchécoslovaquie : Décembre 1944 - Mai 1945

Siège de Dunkerque

## Ordre de bataille
1941
- Infanterie-Regiment 731
- Infanterie-Regiment 744
- Artillerie-Abteilung 651
- Pionier-Kompanie 711
- Nachrichten-Kompanie 711
- Versorgungseinheiten 711

1943
- Grenadier-Regiment 731
- Grenadier-Regiment 744
- Artillerie-Regiment 651
- Pionier-Bataillon 711
- Panzerjäger-Kompanie 711
- Nachrichten-Abteilung 711
- Feldersatz-Bataillon 711
- Versorgungseinheiten 711

1945
- Grenadier-Regiment 731
- Grenadier-Regiment 744
- Grenadier-Regiment 763
- Füsilier-Bataillon 1711
- Artillerie-Regiment 1711
- Pionier-Bataillon 711
- Panzerjäger-Abteilung 711
- Nachrichten-Abteilung 711
- Feldersatz-Bataillon 1711
- Versorgungseinheiten 711